# Põhja-Tallinn (Band)
Põhja-Tallinn ist ein estnisches Hip-Hop-/Pop-Ensemble, benannt nach einem gleichnamigen Stadtteil Põhja-Tallinn, welches sich aus drei Sängern und einer Sängerin aus Pelgulinn, sowie einer dreiköpfigen Live-Band aus anderen Stadtteilen Tallinns zusammensetzt.

## Geschichte
Im Jahr 2007 schrieben die drei Gründungsmitglieder aus Põhja-Tallinn das Lied Probleem im Rahmen eines Musikprojektes. Nach dem Abschluss des Projektes wurde der Gitarrist Eric Kammiste neues Mitglied des bisherigen Trios, welcher auch den Kontakt zum Schlagzeuger Robert Loigom und zum Bassisten Meelik Samel herstellte. Die aktuelle, siebenköpfige Zusammensetzung der Band besteht seit dem Sommer 2011.
Die Band präsentierte ihr Lied Meil on aega veel in dem estnischen Vorab-Wettbewerb zum Eurovision Song Contest "Eesti Laul 2013" und schaffte es bis ins Finale. In der Presse wurde dem Lied jedoch eine zu große Ähnlichkeit mit Johann Pachelbels bekanntestem Werk "Kanon und Gigue in D-Dur" nachgesagt, im Zuge dessen der estnische Schauspieler und Sänger Mart Sander die Parodie Ei löö käega me ("Wir geben nicht auf") veröffentlichte.
Mit der Prüfung der Vorwürfe wurden der Präsident des estnischen Komponistenverbandes Olav Ehala, sowie der Komponist Tauno Aints beauftragt, welche trotz der bestehenden Ähnlichkeiten eine ausreichende Distanz zu dem Werk Pachelbels bescheinigten. Auch wurden Vorwürfe widerlegt, das Lied sei bereits vorab im Sommer 2011 zusammen mit einem Kinderchor im Rahmen eines estnischen Hip-Hop-Festivals veröffentlicht worden.
In dem Lied Meil on aega veel treten neben der Band auch die Chormitglieder Loviisa Vahenurm, Anett Käärma, Mark Eemil Mustonen, Rainer Talvik, Kertu Noor und Kardo Talvik auf.
2013 gewann Põhja-Tallinn drei estnische Musikpreise:
- Band des Jahres 2013
- Debütalbum des Jahres 2013
- Album des Jahres 2013 in der Kategorie Hip-Hop/Rap

## Stil
Der Musikstil der Band ist eine Mischung aus den Richtungen Hip-Hop, Pop und Rock. Die Songtexte sind durchgängig in der Landessprache estnisch verfasst und von den Bandmitgliedern selbst geschrieben. Die Texte handeln häufig von Themen aus dem Umfeld der Bandmitglieder.

## Plattenfirma
Das erste Album der Band, wurde von der Plattenfirma "Masterhead Records" herausgegeben, welche von den Bandmitgliedern selbst gegründet wurde. In einem Interview mit der Zeitung Õhtuleht begründete Jaanus Saks diesen Schritt damit, dass der Markt für Musiker in Estland überschaubar sei. Eine Vermarktung über Dritte lohne sich für den Künstler daher nicht ("Oma plaadifirma tegime seepärast, et Eesti on nii pisike ja kui lähed kellegi teise alla, siis võtab see firma kõik raha ära ja endale ei jäägi midagi.").

## Diskografie

### Alben
- 2012: Per aspera ad astra
- 2013: Maailm meid saadab
- 2015: Regeneratsioon
- 2017: Alati olemas

### Bekannte Lieder
- Lähen ja tulen
- Nii lihtsalt ei saa
- Meil on aega veel
- Tere tulemast
- Kuula mind ära
- Küsin endalt nõu

### Platzierungen
| Lied/Album                    | Liste                                | Zeitraum | Datum                 | beste Platzierung |
| ----------------------------- | ------------------------------------ | -------- | --------------------- | ----------------- |
| "Per aspera ad astra" (Album) | Raadio 2: Verkaufscharts             | 10 Wo.   | seit Okt. 2012        | 1                 |
| "Lähen ja tulen" (Lied)       | ETV2: "Eesti TOP 7"                  | 19 Wo.   | März – August 2012    | 1                 |
| "Meil on aega veel" (Lied)    | Raadio Uuno: "Uuno Top 25"           | 6 Wo.    | Dez. 2012 – Jan. 2013 | 2                 |
| "Meil on aega veel" (Lied)    | Õhtuleht Musikcharts: "Eesti Top 10" | 4 Wo.    | Nov. 2012             | 1                 |
| "Nii lihtsalt ei saa" (Lied)  | ETV2: "Eesti TOP 7"                  | 12 Wo.   | Aug. – Okt. 2012      | 1                 |
| "Tere tulemast" (Lied)        | Raadio Uuno: "Uuno Top 25"           | 9 Wo.    | Okt. – Dez. 2012      | 12                |
| "Tere tulemast" (Lied)        | Õhtuleht Musikcharts: "Eesti Top 10" | 4 Wo.    | Dez. 2012             | 4                 |